# Pol-é 'Alam
Pol-é 'Alam ou Pul-i-Alam (پل علم) est une ville, capitale du district de Pol-é 'Alam et de la province de Lôgar, en Afghanistan.
Le 30 avril 2021, un attentat a lieu dans la ville.